# Console generale
Quella del console generale nella carriera diplomatica è la classe più elevata a cui appartiene un «funzionario consolare», vale a dire una persona incaricata in tale qualità d'esercitare le funzioni di vertice in un consolato generale (le altre classi sono il console, il vice-console e l'agente consolare).
Le sue competenze sono molteplici sia nel campo del diritto nazionale sia in quello del diritto internazionale. Può usufruire delle cosiddette "immunità consolari".

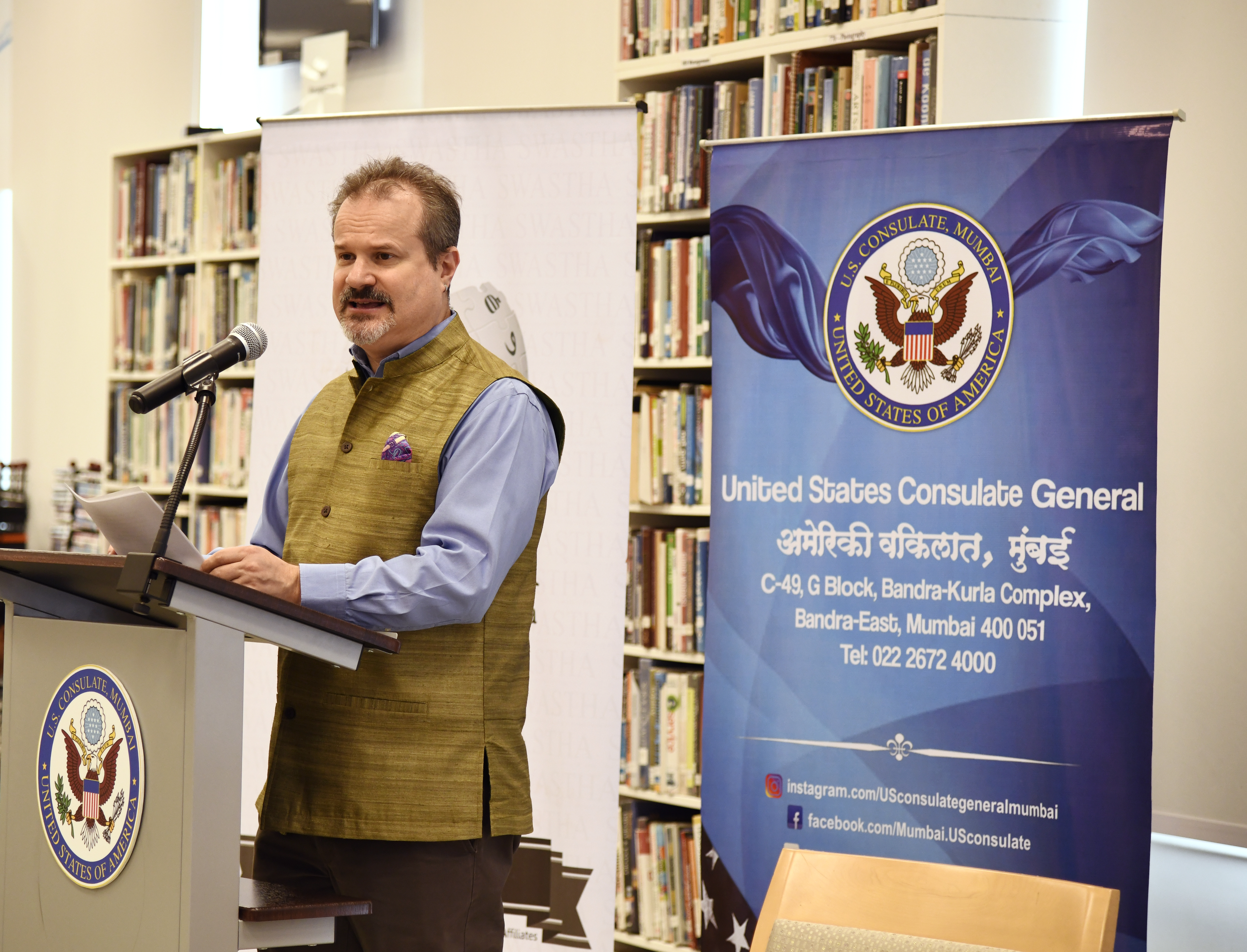
David Ranz, console generale degli Stati Uniti a Mumbai

## Nomina
Il console generale è preposto all'ufficio con lettera patente, firmata dal capo dello Stato o dal ministro degli esteri che lo ha nominato, e notificato dal capo della rappresentanza diplomatica nel paese.

## In Italia
In Italia le funzioni di console generale possono essere ricoperte da funzionari diplomatici almeno con il grado di consigliere d'ambasciata e da dirigenti del Ministero degli affari esteri e della cooperazione internazionale.

### Funzioni
- Capo di consolato generale di 1ª classe (ministro plenipotenziario)
- Capo di consolato generale (consigliere d'ambasciata o dirigente del Ministero degli affari esteri e della cooperazione internazionale)
- Console generale aggiunto presso consolato generale di 1ª classe[2] (consigliere d'ambasciata)